# Arthur B. Laffer

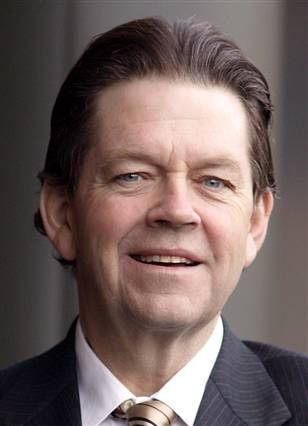
Arthur B. Laffer

Arthur Betz Laffer Sr. (* 14. August 1940 in Youngstown) ist ein amerikanischer Ökonom. Sein bekanntester Beitrag zum wirtschaftswissenschaftlichen Diskurs ist die Laffer-Kurve.
Er ist Vertreter einer angebotsorientierten Wirtschaftspolitik und war von 1981 bis 1989 ein wichtiges Mitglied von Ronald Reagans Economic Policy Advisory Board. Laffer gelangte vor allem wegen der Illustration eines Zusammenhangs zwischen Steuersatz und Steuereinnahmen mittels der Laffer-Kurve in den frühen 1980er Jahren zu Popularität. Diese soll er angeblich erstmals bei einem Abendessen 1974 auf eine Serviette gemalt haben. Das Grundkonzept hat der Wirtschaftswissenschaftler von Ibn Chaldun und John Maynard Keynes übernommen.
Laffer erhielt seinen BA 1963 von der Yale University, seinen MBA 1965 und seinen Ph. D. 1972 von der Stanford University.
Laffer ist Co-Vorsitzender des Free Enterprise Fund und ist Mitglied des ALEC Board of Scholars. In Laffers eigenem Laffer Center for Global Economic Growth sitzen mit Richard Fink (Vize-Vorsitzender) und Wayne Gable (Geschäftsführer) zwei Manager von Koch Industries; das Laffer Center erhielt zudem von der Charles G. Koch Charitable Foundation von Charles G. Koch im Jahr 2009 eine Unterstützung von $ 100.000. Im September 2015 wurde er Berater des ukrainischen Finanzministeriums und soll bei einer Steuerreform mitwirken.
Am 19. Juni 2019 zeichnete US-Präsident Donald Trump Laffer mit der Presidential Medal of Freedom aus.

## Publikationen (Auswahl)
- mit Victor A. Canto: Monetary Policy, Taxation, and International Investment Strategy. 1990, ISBN 0-89930-534-2.
- mit Stephen Moore und Peter Tanous: The End of Prosperity: How Higher Taxes Will Doom the Economy--If We Let It Happen. 2008, ISBN 978-1-416-59238-9.
- mit Stephen Moore: Return to Prosperity: How America Can Regain Its Economic Superpower Status. 2010, ISBN 978-1-439-16027-5.
- mit Stephen Moore: Trumponomics: Inside the America First Plan to Revive Our Economy. 2018, ISBN 978-1-250-19371-1.